# 클레어 셔놀트
클레어 리 셔놀트 (Claire Lee Chennault , 1893년 9월 6일- 1958년 7월 27일) 은 태평양 전쟁의 중국, 버마 전역에서 일본군에 맞서 중화민국 공군과 미국 육군 항공대를 지휘한 미국의 군인이다. 그는 특히 플라잉 타이거즈를 구성하고 이를 지휘하여 일본군에게 큰 타격을 입혔다.

## 초기 이력
텍사스주의 커머스에서 태어났다. 어린시절은 루이지애나의 텐사스 패리쉬에서 보냈다. 이후 1909년부터 1910년까지 루이지애나 주립대학을 다니며 ROTC에 가입했다.

## 군경력
제1차 세계 대전이 시작되면서 비행술을 배웠고, 대전이 끝난 후에도 항공단(육군 항공대의 전신) 에 남아있었다. 1930년대 이후 항공단의 전술학교에 있었으나, 건강문제와 상관과의 불화가 겹쳐서 1937년 전역하였다.
퇴역 직후 중국 공군 조종사들을 지도하는 미국 민간인 교관 그룹의 일원으로 중국으로 갔고. 중일전쟁동안 장제스 총통과 그 부인인 쑹메이링과 가까워져서 장총통의 군사고문으로 일하기 시작했다.

## 쑹메이링과플라잉 타이거즈의 창설
1938년 여름, 셔놀트는 쿤밍에서 중국공군의 현대화를 위한 작업을 개시하였다. 1940년에 이르러 중국공군은 거의 붕괴당계에 있었다. 이는 파일럿의 훈련과 현대적 장비가 절대적으로 부족했기 때문이다. 장제스는 셔놀트를 미국에 파견하여 원조를 청했고, 셔놀트는 미국 정부와 루즈벨트 대통령의 동의 하에 미국인 용병 비행대인 플라잉 타이거즈를 창설하였다. 셔놀트는 플라잉 타이거즈의 사령관이 되어 붕괴한 중국공군을 대신하여 태평양 전쟁 초기에 일본군을 상대로 전투를 벌이게 되었다.

## 중국-버마-인도 전역
셔놀트는 중국주재 미군 총사령관인 조지프 스틸웰과 항상 언쟁을 벌였다. 셔놀트는 플라잉 타이거즈를 대체한 제14공군이 중국군을 주로 지원해야 한다고 생각했으나, 스틸웰은 이를 자기 휘하에 두고 버마-중국 수송로에 대한 지원활동을 벌이기를 원했고 일본군에 패해 인도로 피신해야했던 앙갚음을 바랬다. 그러나 장제스는 실전 경험이없는 행정장교출신의 스틸웰이 중국군의 최정예부대를 빼가며 중국본토의 상황을 고려하지 않고 오로지 자신의 패전설욕을 위해 오만하게 미국의 지원군수물자로 자신을 협박하는 것을 심지어 지역 군벌들과 내통하며 장을 권좌에서 물러나게하려는 시도를 감행한것에 대해 매우 불만이었고 ..훗날 결국 스틸웰이 미 정부에 의해 소환조치 당한다. 실제로 스틸웰은 미국기자들에게도 수시로 장제스정부를 멸시하는언론을 자주했고 미언론들의 현지기자도 스틸웰의 영향을받아 장제스정부에대한 비판기사를 양산했었다. 그러나 셔놀트는 정 반대였다.. 그는 미국이 참전하기전부터 중국에 자원해서 참전했고 헌신적으로 장제스정부를 도왔으며. 중국국민과 중국언론도 셔놀트와 그의 Flying tigers 14항공대를 매우 존경하였다. 스틸웰이 첨부터 중국정부를 안하무인취급하고 군수물자를 제대로 지원하지 않는것과 정 반대였다. 스틸웰 후임으로 부임한 Albert Coady Wedemeyer 웨더마이어도 스틸웰의 태도와는달리 적극적으로 장제스정부를 지원하였고 전황 반전에 큰 역할을 기여했으며 중국본토에서도 일본군이 제공권을 완전 상실하게 된다. 물론 셔놀트의 14항공대와 그들이 훈련시킨 중국공군이 해낸것이었다
\

## 전후
셔놀트는 스틸웰과는 달리 장제스를 높이평가하고, 미국이 장의 반공정책을 지원해야한다고 주장하였다. 국공 내전동안 셔놀트는 민간 항공 수송사 (Civil Air Transport, 후에 Air America로 이름이 바뀜)를 설립하고, 이를 이용해 국공내전을 벌이던 국민당군과 인도차이나의 프랑스군에 대한 수송업무를 맡았다. 또한 중국공산당의 인민해방군에 의해 버마로 패주한 국민당과 태국 경찰에 대한 지원업무를 하기도 하였다.
은퇴후인 1951년 셔놀트는 미국의 상원에서 다른 군인들과 함께 중국의 공산화에 대한 보고서를 제출하였다. 셔놀트는 트루먼의 대중국 무기금수 정책이 중국의 공산화를 야기했다고 주장하였다.
또한 셔놀트는 한국전쟁의 승자가 누구냐는 하원의 위원회의 질문에 "공산측이다"라고 답하기도 하였다.

## 죽음과 유산
셔놀트는 중국 전선의 공로로 미공군의 명예 중장 계급을 수여받았다. 1958년 셔놀트는 폐암으로 사망하였고 유해는 알링턴 국립묘지에 묻혔다.
공산당에 의해 타이완으로 쫓겨난 중화민국은 타이베이에 기념비를 세워 세워 셔놀트를 대대적으로 기념하고 있다. 중국 본토에서도 플라잉 타이거즈에 대한 기념관을 세웠다. 셔놀트는 중국인과 결혼을 했으며, 그 미망인인 천샹메이(陳香梅)는 대만을 대표하는 미국내 로비스트로 일하기도 하였다.

## 같이 보기
- 제임스 해럴드 둘리틀
- 중화민국의 역사
- 중화민국 국군
- 국민혁명군